# Trantärnen
Trantärnen är en sjö i Askersunds kommun i Närke och ingår i Motala ströms huvudavrinningsområde. Sjöns area är 0,0035 kvadratkilometer och den befinner sig 184 meter över havet.